# 456 a. C.
456 a. C. fue un año del calendario romano juliano proléptico. En el imperio romano se conocía como el año del Consulado de Marco Valerio Máximo Lactuca y Espurio Verginio Tricosto Celiomontano, que corresponde, en el cómputo griego, a la 81.º Olimpíada. De manera retrospectiva, también puede designarse como el año 298 Ab Urbe condita.  La denominación 456 antes de Cristo comenzó a ser usada después de la adopción de esta era y aplicada posteriormente.

## Acontecimientos

### Invierno
- La isla de Egina capitula frente a las fuerzas atenienses luego de ser derrotados en una batalla naval donde pierden 70 trirremes. Egina se incorpora a la Liga de Delos.[2]

### Primavera
- Artajerjes, Rey de Persia, ordena a Megabizo, sátrapa de Siria que intervenga en Egipto a fin de reprimir la revuelta de Inaro yexpulsar a sus aliados atenienses.[3]

### Verano
- El almirante ateniense Tólmides saquea la ciudad laconia de Metone y el puerto de Gitio y se apodera de las islas de Zacinto y Cefalonia, quienes son obligadas a entrar en la Liga de Delos.[4]
- Según un comentario de Aristóteles (Ética a Nicómaco) durante los Juegos Olímpicos de este año se coronó en pugilato a un atleta llamado Ἀνθρωπος / ’Anthrôpos, es decirː ‘hombre’, ‘humano’ en griego antiguo.[1][5] Polimnasto de Cirene vencedor del estadio.[6]
- Finaliza la construcción del Templo de Zeus, en Olimpia;[7] la estatua del dios fue considerada una de las Siete Maravillas del mundo antiguo.
- Se coloca la imagen de Atenea Promacos, obra de Fidias, en la Acrópolis de Atenas. La imagen medía entre nueve y siete metros de alto.[8]

### Otoño
- 27 de septiembre: comienza en Roma el consulado de Marco Valerio Máximo Lactuca y Espurio Verginio Tricosto Celiomontano.[9]
- La Lex Icillia prescribe el loteo de tierras en el Aventino, a las cuales acceden numerosos plebeyos.[10][11]
- Los atenienses, aliados del faraón Inaro, son puestos en fuga por una flota persa de 300 navíos. Expulsados de Menfis, se refugian en Prosopitis, isla del Delta, donde serán sitiados durante 18 meses. Se pierden noventa trirremes de la flota.[3]
- Finaliza la construcción de los Muros Largos entre Atenas y El Pireo, que hacen inexpugnable a la ciudad.[12][13][14]

## Nacimientos
- Aristófanes, comediógrafo, (m. c. 386 a. C.)[15][16]

## Fallecimientos
- Esquilo, dramaturgo griego en Gela, Sicilia, (n. 525 a.C.).[17]